# Parapercis banoni
Parapercis banoni és una espècie de peix de la família dels pingüipèdids i de l'ordre dels perciformes.

## Etimologia
El seu nom científic fa referència a Rafael Bañón, qui va ésser el primer a informar d'aquesta espècie amb els seus col·laboradors i en va proporcionar les primeres mostres i fotografies en color.

## Descripció
- El cos, moderadament allargat, fa 19,1 cm de llargària màxima.
- 5 espines i 23-24 radis tous a l'aleta dorsal i cap espina i 19 radis tous a l'anal (tots els radis d'aquestes dues aletes són ramificats). Les dues darreres espines de la dorsal són les més llargues del conjunt. 20-21 radis a les aletes pectorals. 15 radis ramificats a la caudal. La darrera membrana interespinosa de la dorsal es troba unida al primer radi de la mateixa aleta. Aleta caudal lleugerament arrodonida. Aletes pelvianes no arribant a l'anus, de color rosa ataronjat al dors (esvaint-se a blanc a la part inferior) i amb 5 parells de franges grogues a la part superior. Punt de color vermell per damunt de la base de les aletes pectorals.
- 32 vèrtebres.
- 61-63 escates a la línia lateral. 5 escates per sobre de la línia lateral fins al començament de l'aleta dorsal i 18 (17) per sota de la mateixa línia fins a l'origen de l'anal. 9-10 escates predorsals.
- Boca grossa, terminal, obliqua, amb 3 parells de dents canines a la mandíbula inferior i una llengua petita i punxeguda. Presència de dents palatines. Vòmer amb petites dents còniques en 2-3 fileres irregulars formant una "V" ampla.[3][5]

## Hàbitat i distribució geogràfica
És un peix marí, demersal (entre 220 i 235 m de fondària) i de clima temperat, el qual viu a l'Atlàntic sud-oriental.

## Observacions
És inofensiu per als humans.